# Gurdwara Shri Kalgidhar Sahib
Il Gurdwara Shri Kalgidhar Sahib (in pangiabi ਗੁਰਦੁਆਰਾ ਸ਼੍ਰੀ ਕਲਗੀਧਰ ਸਾਹਿਬ, lett. "tempio del Venerabile Maestro ornato di cimiero") è il più grande luogo di culto sikh dell'Europa continentale. È situato nel comune di Pessina Cremonese, vicino al confine con Torre de' Picenardi e   Isola Dovarese, in provincia di Cremona.

## Storia

### Antefatti
I primi fedeli sikh provenienti dal Pangiàb si stabilirono nella pianura padana a metà degli anni '80, dove ben presto trovarono impiego come «bergamini», val a dire, mungitori di vacche per le filiere del Parmigiano Reggiano e del Grana Padano.
Dapprincipio, la comunità sikh intendeva dotarsi di un proprio luogo di culto presso Vescovato (anch'essa in provincia di Cremona), ma l'amministrazione locale espresse il suo diniego per la costruzione. Il progetto si sbloccò nel 2007 quando, anche grazie all'interessamento dell'allora presidente provinciale Giuseppe Torchio e di un gruppo di sindaci locali, si principiò a progettare la costruzione del tempio in un sito industriale nei pressi di Pessina Cremonese. L'allora sindaco di Pessina, Dalido Malaggi, avallò la costruzione della struttura e  parlò di «giorno storico per la comunità sikh e per tutto il territorio cremonese».

### Costruzione e inaugurazione
Fu incaricato del progetto l'architetto Giorgio Mantovani, il quale realizzò una struttura di 2.352 metri quadri, alta 15 metri e in grado di ospitare fino a 500 fedeli. I costi per la realizzazione ammontarono a 1,3 milioni di euro e furono sostenuti e da un mutuo bancario (acceso presso la Banca Agricola Mantovana) e dalle offerte della comunità sikh locale. La costruzione fu affidata all'impresa edile «La Solidarietà», del limitrofo comune di Gussola. La struttura portante dell'edificio venne realizzata in cemento armato; per le pareti esterne vennero impiegati pannelli bianchi prefabbricati con una matrice in caucciù.
La struttura è eretta su due piani e, all'esterno, è circondata da quattro torri. Ogni torre è coronata da una cupola dorata, realizzata da un fabbro di Rivarolo Mantovano e posata dalla ditta «Harinder Singh».
Il luogo fu inaugurato il 21 agosto 2011 in via Madre Teresa di Calcultta, alla presenza del sindaco, del console indiano in Italia, e di altre autorità.

## Descrizione e attività
Al pianterreno sono dislocate una zona per i pasti conviviali, una cucina, i servizi igienici, e un locale per deporre le scarpe; al primo piano trova spazio un atrio per le preghiere e le riunioni; all'esterno un ampio parcheggio è a disposizione di chiunque voglia far visita alla struttura. Presso il tempio s'insegnano alle nuove generazioni le tradizioni della cultura sikh e la cultura di altre religione; vengono anche praticati sport e altre attività ricreative. Il luogo di culto è membro della comunità «Gurdwara Sri Guru Kalgidhar Sahib», epiteto che designa il decimo guru del sikhismo. Si stima che circa 8500 sikh vivono a Cremona e provincia (stima del 2023); di questi, circa mille si recano in visita al tempio ogni domenica, per prender parte alle celebrazioni liturgiche.